# Oenocarpus
Genre
Classification phylogénétique
Oenocarpus est un genre de plantes à fleurs de la famille des Arecaceae (les palmiers). Il comprend neuf espèces toutes natives de l'Amérique centrale, des Trinidad et de l'Amérique du Sud. Son aire de répartition va du Costa Rica et des îles Trinidad au nord, jusqu'au Nord du Brésil et à la Bolivie au sud.

## Classification
- Sous-famille des Arecoideae
  - Tribu des Euterpeae

Le genre partage sa tribu avec les genres Euterpe, Prestoea, Neonicholsonia et  Hyospathe .

### Description
Palmiers de grande taille et monoïques.
- Le stipe est solitaire ou cespiteux, et lisse.
- Les feuilles sont pennées, régulièrement divisées. La gaine de la feuille est ouverte et le manchon est recouvert de fibres noires et grossières sur les bords. Les pinnules sont régulièrement insérées le long de l'axe central.
- L'inflorescence prend naissance entre les feuilles avec un petit pédoncule et de nombreuses ramifications partant du rachis. Les fleurs sont unisexuées et naissent en groupes composés d'une fleur femelle et de deux fleurs mâles, ou bien à distance sur les branches de l'inflorescence en paire de mâle et femelle. Les fleurs mâles ont trois sépales libres, trois pétales libres et trois étamines et une très petite pistillode. Les fleurs femelles ont trois sépales libres, trois pétales libres et trois carpelles unies.
- Le fruit est de taille moyenne, de forme allongée, de couleur noir-bleutée, lisse.

## Espèces
- Oenocarpus bacaba Mart., 1823
- Oenocarpus balickii F.Kahn, 1990
- Oenocarpus bataua Mart., 1823
- Oenocarpus circumtextus Mart., 1823
- Oenocarpus distichus Mart., 1823
- Oenocarpus makeru R.Bernal, Galeano & A.J.Hend., 1991
- Oenocarpus mapora H.Karst., 1857
- Oenocarpus minor Mart., 1823
- Oenocarpus simplex R.Bernal, Galeano & A.J.Hend., 1991

Trois espèces sont menacées, selon la Liste rouge de l'IUCN, Oenocarpus circumtextus, (VU B1+2c ver 2.3 (1994)), Oenocarpus makeru (DD ver 2.3 (1994)), Oenocarpus simplex (DD ver 2.3 (1994)).